# Fifield Bavant
Fifield Bavant – wieś w Anglii, w hrabstwie Wiltshire. Leży 15 km na południowy zachód od miasta Salisbury i 140 km na południowy zachód od Londynu.